# سيماء الجنوبية (إزكي)
سيماء الجنوبية منطقة سكنية تقع في ولاية إزكي، التابعة لمحافظة الداخلية في سلطنة عمان. يقدر عدد سكانها بـ 1151 نسمة حسب إحصاء عام 2010 التابع للمركز الوطني للإحصاء والمعلومات الحكومي. رمز المنطقة هو 50610154.

## الوصلات الخارجية
- المركز الوطني للإحصاء والمعلومات، سلطنة عمان